# 회장님네 사람들
《회장님네 사람들》은 tvN STORY에서 방송된 리얼리티 예능 프로그램이다.

## 기획 의도
대한민국 대표 농촌 회장, 김회장네 사람들이 다시 뭉쳤다! 20년 전 안방극장을 울고 웃게 만들었던 1세대 국민 배우들의 맛깔 나는 전원 라이프!

## 방송 시간
| 방송 채널 | 방송 기간                          | 방송 시간                     |
| --------- | ---------------------------------- | ----------------------------- |
| tvN STORY | 2022년 10월 10일 ~ 2024년 9월 16일 | 월요일 밤 8시 20분 ~ 9시 55분 |

## 출연자

### 고정 출연자
- 故 김수미
- 김용건
- 이계인
- 조하나
- 임호
- 박은수
- 김혜정

### 게스트
| - 이숙 - 김혜정 - 박은수 - 박순천 - 최불암 - 이상미 - 조하나 - 황보라 - 박정수 - 남성진 - 임채무 - 임현식 - 이창환 - 신명철 - 신현준 - 임하룡 - 현영 - 임호 - 김정 - 김명희 - 양동재 - 엄유신 - 신충식 - 정대홍 - 차광수 - 윤문식 - 강현종 - 김태진 - 백일섭 - 김영배 - 인교진 - 고두심 | - 강남길 - 차주옥 - 이건주 - 독고영재 - 전영록 - 박준규 - 이주실 - 심양홍 - 조영남 - 김세환 - 송창식 - 서권순 - 김영옥 - 이진우 - 이응경 - 김혜자 - 이순재 - 정준하 - 박해미 - 박근형 - 전인권 - 정훈희 - 이택림 - 이상우 - 원미연 - 이연경 - 최지나 - 주현미 - 조항조 - 김기웅 - 이효춘 - 이영하 | - 신은경 - 유동근 - 현석 - 정혜선 - 예수정 - 강부자 - 이묵원 - 김지영 - 이민우 - 조현숙 - 오미연 - 송옥숙 - 김용림 - 인순이 - 조관우 - 류덕환 - 신구 - 김학래 - 이경실 - 조혜련 - 이종원 - 김희정 - 이정용 - 배도환 - 이상용 - 김광규 - 구본승 - 박술녀 - 윤시내 - 김영란 |

## 촬영 장소
- 경기도 남양주시 조안면 삼태기마을 (1~3회)
- 경기도 양평군 양평읍 창대리 (4~8회)
- 경기도 가평군 설악면 사룡리 (8~11회)
- 경기도 양평군 강하면 전수리 (12~14회)
- 경기도 양주시 장흥면 삼하리 (15회)
- 강원특별자치도 홍천군 서면 길곡리 (16~18회)
- 인천광역시 강화군 강화읍 대산리 (18~63회, 66~83회, 86회~88회, 91회~97회, 100회~101회)
- 충청남도 예산군 (64~66회)
- 전북특별자치도 군산시 (84~85회)
- 강원특별자치도 철원군 (89~91회)
- 경기도 광주시 퇴촌면 (98~99회)

## 같이 보기
- 《전원일기》 (MBC)